# (12035) Ruggieri
(12035) Ruggieri est un astéroïde de la ceinture principale.

## Description
(12035) Ruggieri est un astéroïde de la ceinture principale. Il fut découvert le 1er février 1997 à Pianoro par Vittorio Goretti. Il présente une orbite caractérisée par un demi-grand axe de 2,43 UA, une excentricité de 0,08 et une inclinaison de 1,3° par rapport à l'écliptique.

## Compléments